# Massingir
Massingir  é uma vila da província de Gaza, em Moçambique, sede do distrito do mesmo nome.